# IKEA
IKEA este o companie privată care comercializează mobilier casnic. Compania a fost fondată în Suedia, dar este deținută de către o fundație olandeză, controlată de către familia Kamprad. Inter IKEA Systems B.V. este proprietarul și francizorul mărcii comerciale IKEA. Este o companie suedeză cu birouri în Olanda, Suedia și Belgia.
Marca IKEA a fost înregistrată în anul 1943 în Suedia.
Majusculele din denumirea IKEA provin din inițialele numelui fondatorului: Ingvar Kamprad, numelui fermei unde a crescut: Elmtaryd, și numelui localității în care s-a născut Ingvar Kamprad: Agunnaryd.
IKEA se pronunță în general [iˈke.a] dar în mai multe regiuni în care se vorbește engleza, este pronunțat [aɪˈkiːə] care rimează cu cuvântul "idea" (ro: idee). În plus, este pronunțat [iˈki.a] în Taiwan și China cu numele chinezesc Yíjīa.
Deschiderea primului magazin IKEA într-o țară central și est europeană este considerată de către unii ca fiind un indicator care marchează sfârșitul tranziției acelei țări către economia de piață și apariția unei clase sociale de mijloc puternice.

## Descriere generală
Compania își distribuie bunurile prin intermediul magazinelor cu depozite cu vânzare, care conțin mobilă și decorațiuni contemporane; IKEA urmărește ieșirea din convențional, dar cel mai larg întâlnit atribut este acela că cele mai multe piese de mobilier și accesorii sunt asamblate de către cumpărător. 
Mobilierul este asociat des cu designul interior realizat din materiale sustenabile.
     Current market locations
     Future market locations
     Former market locations
     No current or planned market locations

Harta țărilor cu magazine IKEA:
Current market locations
Future market locations
Former market locations
No current or planned market locations

Lanțul are 389 de magazine în 50 de țări, majoritatea în Europa, iar restul în Statele Unite, Canada, Asia și Australia. Peste 20 de magazine au fost deschise în anul 2005. IKEA este unul dintre puținele lanțuri comerciale care are puncte de desfacere în Israel cât și în alte țări din Orientul Mijlociu.
Catalogul "IKEA", care conține aproximativ 12.000 de produse este tipărit în 211 milioane de exemplare (2012) în toată lumea, este gratuit și este distribuit direct la ușă sau în căsuța poștală gratuit, fiind disponibil și în magazinele IKEA.

## IKEA în România
Primul magazin IKEA din România a fost inaugurat pe 21 martie 2007. Magazinul Ikea din Băneasa fiind al 253-lea deschis în a 35-a țară. Magazinul are 441 de angajați și dispune de un restaurant cu 470 de locuri. Magazinul se întinde pe o suprafață de 26.000 m2 și dispune de 1500 de locuri de parcare.
Până în martie 2010, magazinul din România a fost operat prin sistem de franciză.
Compania care deținea franciza magazinului IKEA în România era Moaro Trading S.R.L.
În martie 2010, IKEA a achiziționat drepturile de operare și franciza magazinului din București de la omul de afaceri Puiu Popoviciu.
Magazinul este situat în Zona Comercială Băneasa și a vândut în anul 2012 aproximativ 11 milioane de produse, cu o valoare totală de aproximativ 400 milioane lei, și a avut un număr de aproximativ 900.000 de vizitatori.
În anul 2012, magazinul a avut vânzări totale de 400.991.553 lei. Catalogul IKEA este distribuit atât direct în format fizic cât și online și este valabil, de regulă, începând cu data de 1 septembrie până la sfârșitul lunii august a anului următor.
IKEA a deținut în Siret, județul Suceava, o fabrică de mobilă - Swedwood Romania.
Investiția în această fabrică a început în 1999 iar producția a început în anul 2000.
În anul 2004, fabrica a avut 500 de angajați
și o cifră de afaceri de 15,6 milioane de euro.
În anul 2008, fabrica a fost închisă
iar în anul 2009, aceasta a fost vândută firmei Holzindustrie Schweighofer.
În iulie 2015, IKEA a cumpărat în România 33.600 de hectare de pădure, prima achiziție de acest fel efectuată la nivel mondial de grupul suedez.
În iunie 2019 IKEA a deschis al doilea magazin din România tot la București.
În iunie 2023 a fost inaugurat primul magazin din afara Capitalei, al treilea magazin IKEA din România, la Timișoara.

## Campanii în România
Campania Jucăriilor de Pluș este o campanie de strângere de fonduri care a început în anul 2003, în mai multe magazine IKEA din toată lumea. Până acum magazinele IKEA din 30 de țări au ajutat peste 10 milioane de copii din proiectele de educație UNICEF și Salvați Copiii.

## Debutul IKEA în fiecare țară
| Anul                             | Țara                  | Locație                               | Nr. magazine | Note |
| -------------------------------- | --------------------- | ------------------------------------- | ------------ | --- |
| 1958                             | Suedia                | Älmhult                               | 17           | Suedia are cel mai mare magazin IKEA (în afara Stockholmului; 55.200 m²) |
| 1963                             | Norvegia              | Slependen                             | 6            | Primul magazin IKEA din afara Suediei. Magazine: Oslo (2 magazine: Slependen și Furuset), Kristiansand, Stavanger, Trondheim și Bergen. Cel mai mare magazin IKEA din lume va fi construit în Larvik, Norvegia. |
| 1969                             | Danemarca             | Copenhaga (Ballerup)                  | 5            | Magazinul IKEA din Ballerup a fost mutat la Høje Tåstrup circa 1979. Alte magazine IKEA: Gentofte, Aarhus, Odense și Aalborg. |
| 1973                             | Elveția               | Spreitenbach                          | 7            | Primul magazin IKEA din afara Scadinaviei. |
| 1974                             | Germania              | München (Eching)                      | 46           | Cea mai mare piață IKEA. Numai în Berlin sunt 4 magazine IKEA. Magazinul IKEA ”Landsberger Allee” din Berlin este al doilea cel mai mare magazin IKEA din Europa, având 43.000 m². |
| 1974 (inițial), 2006 (relansare) | Japonia               | Kobe (inițial), Funabashi (relansare) | 5            | Acesta a fost un parteneriat cu un magazin universal japonez. S-a retras de pe piață în 1986 din cauza vânzărilor slabe; un magazin IKEA a fost deschis la Funabashi, prefectura Chiba în 2006 printr-un parteneriat de distribuție cu Mitsubishi Corporation. |
| 1975                             | Australia             | Sydney (Artarmon)                     | 7            | Există 7 magazine IKEA în Australia. Rhodes și Tempe în Sydney, Richmond și Springvale în Melbourne, Logan în Brisbane, Perth și Adelaide (francize deținute de CEBAS Pty. LTD). Compania IKEA a anunțat că va deschide magazine în Marsden Park, Sydney; Campbellfield, Melbourne Și North Lakes, Brisbane. Campbellfield va fi cel mai mare magazin IKEA de sine stătător din emisfera sudică (41.000 m²). |
| 1975                             | Hong Kong, China      | Kowloon (Tsim Sha Tsui)               | 3            | Primul magazin IKEA deschis în Hong Kong (pe atunci colonie britanică) în Tsim Sha Tsui a fost închis ulterior. Începând din 2007, compania IKEA deține 3 magazine și un depozit în Hong Kong: Causeway Bay, Kowloon Bay, Shatin și Sheung Shui. Toate sunt francize deținute de Farm Dairy International Holdings. Magazinul IKEA Shatin a fost extins în decembrie 2009. În vara lui 2010, magazinul IKEA Kowloon Bay a fost mutat din Telford Plaza în Megabox (o suprafață de 150.000 m²), devenind cel mai mare magazin IKEA din Hong Kong.                                      |
| 1976                             | Canada                | Richmond, Columbia Britanică          | 12           | În 1976, compania IKEA a deschis primul magazin din America de Nord, în Vancouver, Richmond. În momentul de față, există 12 magazine IKEA în 5 provincii - 2 în Columbia Britanică (Richmond și Coquitlam), 2 în Alberta (Calgary și Edmonton), 1 în Manitoba (Winnipeg), 5 în Ontario (Burlington, Etobicoke, North York, Ottawa și Vaughan) și 2 în Quebec (Boucherville și Montreal). Pe 7 decembrie 2011 compania IKEA deschide cel mai mare magazin canadian în Ottawa (37.000 m²). Al 12-lea magazin IKEA din Canada a fost deschis pe 28 noiembrie 2012 în Winnipeg, Manitoba. |
| 1977                             | Austria               | Viena (Vösendorf)                     | 6            | |
| 1978                             | Singapore             | Bukit Timah (Sixth Avenue)            | 2            | Magazinul IKEA inițial a fost mutat în Katong în 1984, apoi la Alexandra Road în Queenstown, în 1995. Cel de-al doilea magazin IKEA a fost deschis în noiembrie 2006, în Tampines. |
| 1978                             | Olanda                | Sliedrecht                            | 12           | Magazinul IKEA Groningen este al treilea cel mai mare din Europa, având 42.000 m². Cele mai noi magazine IKEA sunt în Haarlem și Amersfoort. Vechiul magazin IKEA din Sliedrecht a fost închis în 2006. |
| 1980                             | Spania                | Gran Canaria (Las Palmas)             | 15           | Există 11 magazine IKEA în Spania continentală, 4 magazine IKEA în Insulele Canare și Insulele Baleare. |
| 1981                             | Islanda               | Reykjavík                             | 1            | Magazinul IKEA a fost redeschis în octombrie 2006 și are o suprafață de 20.000 m². |
| 1981                             | Franța                | Paris (Bobigny)                       | 29           | În Paris sunt deschise 7 magazine IKEA, acesta devenind orașul cu cele mai multe. |
| 1983                             | Arabia Saudită        | Jeddah                                | 3            | Magazine IKEA în Riad, Jeddah și Dhahran. Magazinele IKEA din Riad și Jeddah au fost complet reconstruite și mutate în ultimii ani. Magazinul IKEA din Dhahran a fost deschis în 2008. |
| 1984                             | Belgia                | Bruxelles (Zaventem și Ternat)        | 6            | |
| 1984                             | Kuwait                | Kuweit                                | 1            | Deschis în cartierul industrial Shuwaikh în 1984; la începutul anului 2007, mutat în centrul comercial The Avenues, o locație considerabil mai mare. |
| 1985                             | Statele Unite         | Plymouth Meeting                      | 38           | Construit în Plymouth Meeting, Pennsylvania, magazinul IKEA a fost mutat în Conshohocken, Pennsylvania. Printre cele mai recent deschise magazine IKEA (începând cu 2008) se numără Tampa (Florida), Charlotte (Carolina de Nord), Brooklyn (New York) și Centennial (Colorado). |
| 1987                             | Anglia                | Warrington, Cheshire                  | 18           | Cele mai mari magazine IKEA din Anglia sunt în Croydon (Londra) și în Lakeside Shopping Centre (Essex), fiecare având o suprafață de 37.000 m². Cele mai noi magazine IKEA au fost finalizate în decembrie 2007, în centrul orașului Coventry și în Holywood Exchange (Belfast). |
| 1989                             | Italia                | Milano (Cinisello Balsamo)            | 20           | Magazinul IKEA cel mai recent deschis a fost în Chieti, în anul 2012. Cel mai mare magazin IKEA este în Carugate, Milano, întins pe o suprafață de 38.000 m². |
| 1990                             | Ungaria               | Budapesta                             | 3            | Există 3 magazine IKEA în Ungaria, localizat în Budapesta, iar cel de-al doilea în Budaors. |
| 1991                             | Polonia               | Varșovia                              | 8            | În Varșovia sunt 2 magazine IKEA: unul în Janki și unul în Targówek. Există, de asemenea, magazine IKEA și în Gdańsk, Wrocław, Katowice, Cracovia, Poznań și Łódź. |
| 1991                             | Cehia                 | Praga (Budějovická)                   | 5            | Există 2 magazine IKEA în Praga - unul în Zličín și altul în Černý Most. Ambele magazine IKEA sunt localizate la periferia orașului. În Cehia sunt 2 magazine IKEA - în al doilea oraș ca mărime din Cehia, Brno, și în Ostrava. |
| 1991                             | Emiratele Arabe Unite | Dubai                                 | 2            | Magazinele IKEA din Emiratele Arabe Unite sunt situate în Dubai și Abu Dhabi. |
| 1992                             | Slovacia              | Bratislava                            | 1            | Magazinul IKEA din Slovacia este situat în Avion Shopping Park. |
| 1994                             | Taiwan                | Taipei                                | 4            | Primul magazin IKEA din Taipei a fost inaugurat în anul 1994. În prezent, există 4 magazine IKEA în Taiwan: Taipei, Noul Taipei, Taoyuan și Kaohsiung. |
| 1996                             | Finlanda              | Espoo                                 | 4            | Magazine IKEA în Vantaa (2005), în Raisio (2008) și în Tampere (2010). Magazinul IKEA din Tampere este cel mai mare magazin din Finlanda. Magazinul IKEA Kuopio a fost deschis în anul 2011. |
| 1996                             | Malaysia              | Bandar Utama, Selangor                | 1            | Mutat la Mutiara Damansara, Selangor, în 2003. Noul magazin IKEA din Mutiara Damansara era cel mai mare magazin din Asia la acea vreme, cu o suprafață de 27.000 m². |
| 1998                             | China                 | Shanghai                              | 11           | Există 2 magazine IKEA în Shanghai, alte magazine IKEA în Beijing, Tianjin, Guangzhou, Shenzhen, Chengdu, Nanjing, Dalian și Shenyang. |
| 2000                             | Rusia                 | Moscova (Khimki)                      | 14           | Există 3 magazine IKEA în Moscova (Khimki, Teply Stan și Belaya Dacha), 2 magazine IKEA în St. Petersburg (Parnas și Dybenko), magazine IKEA în Nijni Novgorod, Ekaterinburg, Kazan, Novosibirsk, Rostov-pe-Don, Novaya Adygea (în Adîgheia, lângă Krasnodar), Samara, Omsk și Ufa. |
| 2001                             | Israel                | Netania                               | 3            | După ample renovări, magazinul IKEA din Netania a fost redeschis pe 6 martie 2012.Cel de-al doilea magazin a fost deschis pe 9 martie 2010, în Rișon Le-Țion, o suburbie din Tel Aviv. Cel mai nou magazin a fost inaugurat pe 11 martie 2014 în Kiryat Ata, o suburbie a orașului Haifa. |
| 2001                             | Grecia                | Salonic                               | 5            | Primul magazin IKEA a fost deschis în Salonic, pe 24 octombrie 2001. Cel de-al doilea magazin IKEA a fost deschis în Atena (Aeroportul Retail Park), pe 23 aprilie 2004. Cel de-al treilea magazin IKEA, de asemenea deschis în Atena (Aigaleo), a fost inaugurat pe 26 martie 2008. Al patrulea magazin IKEA deschis în Grecia este localizat în Larisa (14 octombrie 2009), iar cel de-al cincilea în Ioannina (decembrie 2010). |
| 2004                             | Portugalia            | Lisabona                              | 3            | Al doilea magazin IKEA a fost inaugurat pe 31 iulie 2007 în Matosinhos, având o suprafață de 36.000 m², iar cel de-al treilea, deschis pe 25 mai 2010, în Frielas, Loures, este cel mai mare magazin IKEA din Peninsula Iberică (39.000 m²). |
| 2005                             | Turcia                | Istanbul                              | 5            | Există 2 magazine IKEA în Istanbul (Bayrampașa și Ümraniye), unul în İzmir (Bornova) și altul în Bursa (Osmangazi). Cel de-al cincilea a fost deshis în anul 2011 în Ankara. |
| 2007                             | România               | București (Băneasa)                   | 3            | Având o suprafață de 26.000 m², magazinul IKEA a fost deschis în Băneasa ”Feeria” Shopping, pe 21 martie 2007. În 24 iunie 2019, s-a deschis al doilea magazin IKEA in România, in Bulevardul Theodor Pallady.În 2023 IKEA a deschis și al 3-lea magazin din România la Timișoara. |
| 2007                             | Cipru                 | Nicosia (Strovolos)                   | 1            | Cu o suprafață de 22.000 m², magazinul IKEA a fost inaugurat în septembrie 2007. |
| 2009                             | Republica Irlanda     | Dublin (Ballymun)                     | 1            | Primul magazin IKEA din Irlanda de Nord (și al doilea din Insula Irlanda) a fost inaugurat pe 27 iulie 2009. |
| 2011                             | Bulgaria              | Sofia                                 | 1            | Compania IKEA își deschide primul magazin din Bulgaria în capitala Sofia pe 20 septembrie 2011. |
| 2017                             | Serbia                | Belgrad                               | 1            | Inițial, primul magazin IKEA a fost deschis în 1991, dar a fost închis un an mai târziu, din cauza sancțiunilor impuse de către ONU Iugoslaviei. După 25 de ani, a fost deschis primul magazin, la 10 august 2017. Situat la ieșirea din Belgrad, magazinul se întinde pe o suprafață de 35.000 m², fiind cel de-al 400-lea magazin IKEA inaugurat. În viitorul apropiat, IKEA va mai deschide 4 magazine pe teritoriul Serbiei, încă unul în capitala sârbă, și câte unul în orașele Novi Sad, Kragujevac și Niš.                                                                    |
| TBA                              | Ucraina               | Odesa                                 | 0            | |
| TBA                              | Noua Zeelandă         | Auckland                              | 0            | |